# Elementos del grupo 12
El grupo 12, según la numeración recomendada por la IUPAC, es un grupo de elementos químicos de la tabla periódica que incluye el zinc (Zn), el cadmio (Cd) y el mercurio (Hg). Varios experimentos sobre átomos individuales de copernicio (Cn) apoyan la inclusión de este elemento también en el grupo 12. Según el sistema de numeración antiguo, tanto de la IUPAC como del CAS, este grupo se conocía como IIB.
Tanto el zinc como el cadmio y el mercurio están presentes en la naturaleza y tienen amplia aplicación en los ámbitos de la electricidad y la electrónica, así como para la formación de aleaciones. Los dos primeros miembros del grupo, en sus formas de metales sólidos poseen propiedades similares, mientras estén bajo condiciones normales. El mercurio, por su parte, es el único metal líquido a temperatura ambiente. Mientras que el zinc tiene gran importancia en la bioquímica de los seres vivos, el cadmio y el mercurio son altamente tóxicos. En cuanto al copernicio, dado que no existe de forma natural, debe ser sintetizado en el laboratorio.

## Propiedades físicas
Como en otros grupos de la tabla periódica, los elementos del grupo 12 muestran patrones en su configuración electrónica, especialmente en la capa de valencia, lo que origina ciertas tendencias en su comportamiento químico:
| Z   | Elemento   | N.º de electrones por capa           |
| --- | ---------- | ------------------------------------ |
| 30  | zinc       | 2, 8, 18, 2                          |
| 48  | cadmio     | 2, 8, 18, 18, 2                      |
| 80  | mercurio   | 2, 8, 18, 32, 18, 2                  |
| 112 | copernicio | 2, 8, 18, 32, 32, 18, 2 (predicción) |

Los elementos del grupo 12 son metales blandos, diamagnéticos y divalentes, con los puntos de fusión más bajos de todos los metales de transición. El zinc es brillante y de color blanco azulado, aunque las calidades comerciales más comunes tienen un acabado mate. El cadmio es blando, dúctil, maleable y de color blanco azulado. El mercurio es un metal líquido, denso y plateado, el único metal líquido a temperatura ambiente; es un pobre conductor térmico pero un buen conductor de electricidad.
En la tabla siguiente se resumen las principales propiedades físicas de los elementos del grupo 12. Se sabe muy poco del copernicio y ninguna de sus propiedades físicas se ha confirmado excepto su punto de ebullición —provisionalmente—.
| Nombre              | Zinc                    | Cadmio          | Mercurio       | Copernicio                      |
| ------------------- | ----------------------- | --------------- | -------------- | ------------------------------- |
| Punto de fusión     | 693 K (420 °C)          | 594 K (321 °C)  | 234 K (−39 °C) | ?                               |
| Punto de ebullición | 1180 K (907 °C)         | 1040 K (767 °C) | 630 K (357 °C) | 357+112 −108 K (84+112 −108 °C) |
| Densidad            | 7,14 g cm−3             | 8,65 g cm−3     | 13,534 g cm−3  | 23,7 g cm−3 (?)                 |
| Apariencia          | blanco azulado metálico | blanco azulado  | plateado       | ?                               |
| Radio atómico       | 135 pm                  | 155 pm          | 150 pm         | 147 pm (?)                      |

El zinc es algo menos denso que el hierro y posee una estructura cristalina hexagonal. Es un metal duro y frágil, pero se vuelve maleable entre 100 y 150 °C. Por encima de los 220 °C, el metal se vuelve de nuevo frágil y puede ser pulverizado por golpeo. El cinc es un conductor eléctrico aceptable y, para tratarse de un metal, tiene puntos de fusión y ebullición relativamente bajos. El cadmio es similar al cinc en muchos aspectos, pero forma complejos de coordinación. Al contrario que otros metales, el cadmio es resistente a la corrosión, por lo que puede utilizarse como capa protectora revistiendo otros metales. El cadmio es, en general, insoluble en agua y no inflamable; sin embargo, cuando se encuentra finamente dividido puede arder y liberar vapores tóxicos. Por su parte, el mercurio tiene una temperatura de fusión extraordinariamente baja para tratarse de un metal del bloque d.
zinc, cadmio y mercurio forman un amplio abanico de aleaciones. El latón, por ejemplo, es una aleación de cinc y cobre, y también forman aleaciones binarias con el cinc el aluminio, el antimonio, el bismuto, el oro, el hierro, el plomo, el mercurio, la plata, el estaño, el magnesio, el cobalto, el níquel, el telurio y el sodio. Aunque ni el cinc ni el circonio son ferromagnéticos, su aleación ZrZn2 muestra ferromagnetismo por debajo de los 35 K. El cadmio se utiliza en muchos tipos de aleaciones de soldadura y cojinete, gracias a su bajo coeficiente de fricción y su resistencia a la fatiga. También se encuentra en algunas de las aleaciones con puntos de fusión más bajos, como el metal de Wood. Al ser líquido, el mercurio disuelve a otros metales y las aleaciones que forma se denominan amalgamas. Se conocen amalgamas con oro, cinc, sodio y muchos otros metales. El hierro es una excepción, por lo que tradicionalmente se han utilizado recipientes de este metal para almacenar el mercurio. Otros metales que no se amalgaman con el mercurio son el tantalio, el wolframio y el platino. La amalgama de sodio es un agente reductor muy común en síntesis orgánica y también se utiliza en las lámparas de vapor de sodio a alta presión. El mercurio también se combina fácilmente con aluminio para formar una amalgama de aluminio cuando ambos metales puros entran en contacto. Dado que la amalgama reacciona con el aire para dar óxido de aluminio, pequeñas cantidades de mercurio pueden corroer el aluminio. Es por ello que, generalmente, no se permite introducir mercurio en una aeronave, debido al riesgo de que se amalgame con partes de aluminio que puedan estar al descubierto.

## Propiedades químicas
Solo se ha estudiado la química de los tres primeros miembros del grupo 12. La química del copernicio aún no está bien establecida; por lo tanto, en esta sección se hablará únicamente del zinc, el cadmio y el mercurio.

### Tendencias periódicas
Todos los elementos del grupo 12 son metálicos. La similitud de los radios metálicos del cadmio y el mercurio es fruto de la contracción lantánida; así pues, la tendencia en el grupo 12 es diferente a la del grupo 2, los metales alcalinotérreos, en donde el radio metálico aumenta paulatinamente al descender en el grupo. Los tres metales tienen puntos de fusión y ebullición relativamente bajos, lo que indica que el enlace metálico es más o menos débil, con un solapamiento relativamente pequeño entre la banda de valencia y la banda de conducción. Por ello, el zinc está cerca de la frontera entre metales y semimetales, que normalmente se sitúa entre el galio y el germanio, si bien el galio toma parte en semiconductores como el arseniuro de galio.
El zinc y el cadmio son electropositivos, mientras que el mercurio no lo es. Como consecuencia, ambos son buenos agentes reductores. Los elementos del grupo 12 poseen un estado de oxidación +2 en el que los iones tienen una configuración electrónica d10 relativamente estable, con una subcapa completa. Sin embargo, el mercurio puede reducirse fácilmente al estado de oxidación +1; normalmente, dos iones de mercurio(I) se combinan en la especie diamagnética Hg2+
2 formando un enlace metal-metal. El cadmio también puede formar especies como [Cd2Cl6]4− en que el estado de oxidación del metal es +1. Como en el caso del mercurio, la formación de un enlace metal-metal resulta en una especie diamagnética sin electrones desapareados, lo que la hace muy reactiva. El zinc(I) solo se conoce en fase gas en compuestos como el Zn2Cl2, lineal, análogo al calomelano.

### Clasificación

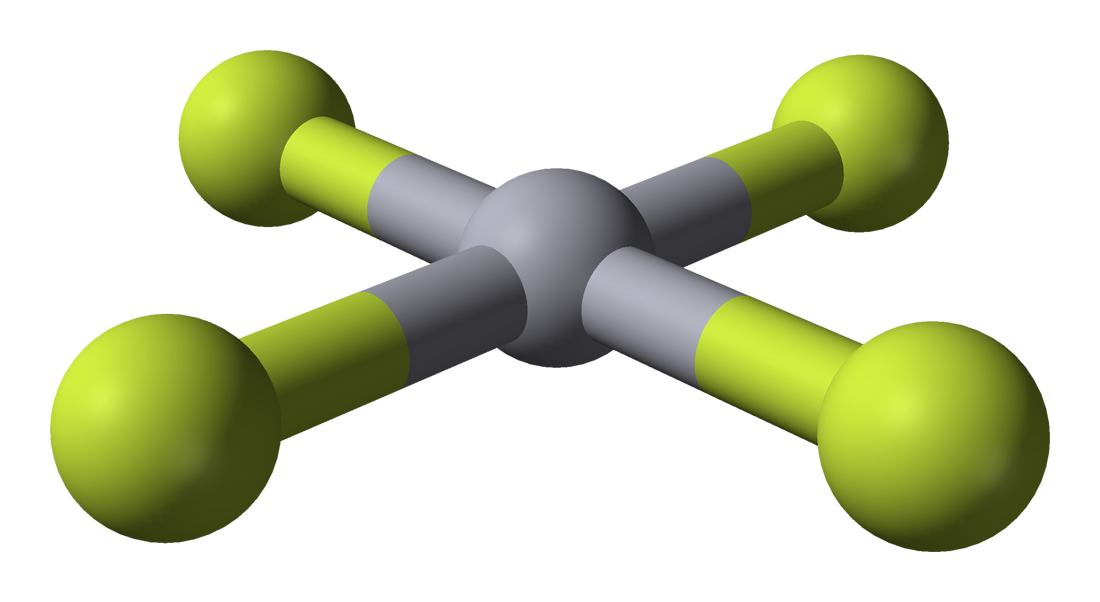
Modelo de barras y bolas de la molécula de fluoruro de mercurio(IV), HgF_{4}.

Los elementos del grupo 12 suelen considerarse elementos del bloque d pero no elementos de transición, ya que su capa d está completa. Algunos autores clasifican estos elementos como representativos, al tener sus electrones de valencia en los orbitales ns2. Sin embargo, comparten muchas características con los vecinos elementos del grupo 11, que son considerados metales de transición casi universalmente. Por ejemplo, el cinc tiene muchas características en común con el metal de transición adyacente, el cobre. Los complejos de cinc se incluyen en la serie de Irving–Williams, pues muchos mantienen la misma estequiometría que los complejos de cobre(II), si bien con menores constantes de estabilidad. Hay poca similitud entre el cadmio y la plata, siendo infrecuentes los compuestos de plata(II) —aquellos que sí existen son agentes oxidantes muy fuertes—. Del mismo modo, el hecho de que el estado de oxidación más frecuente para el oro sea +3 impide una gran similitud entre la química del oro y la del mercurio, si bien sí hay parecidos entre el mercurio(I) y el oro(I) tales como la formación de complejos lineales diciano, [M(CN)2]−. Si se atiende a la definición de metal de transición según la IUPAC, «elemento cuyo átomo tiene una subcapa d incompleta o puede dar lugar a cationes con una subcapa d incompleta», el cinc y el cadmio no son elementos de transición, mientras que el mercurio sí: solo al mercurio se le conoce un compuesto en el que su estado de oxidación sea mayor que +2, el fluoruro de mercurio(IV). No obstante, esta clasificación se basaría en un compuesto extremadamente atípico que no ha sido observado en condiciones de equilibrio y contradiría la química más típica del mercurio, así que se ha sugerido que sería mejor no considerar el mercurio como un metal de transición.

### Relación con los metales alcalinotérreos
Aunque el grupo 12 cae dentro del bloque d en la tabla de dieciocho columnas moderna, los electrones d del zinc, del cadmio y —casi siempre— del mercurio se comportan como electrones internos y no toman parte en el enlace. Este comportamiento concuerda con el de los elementos representativos, pero contrasta notablemente con el de los elementos del grupo 11 —cobre, plata y oro—, que también tienen las subcapas d completas en el estado fundamental pero se comportan químicamente como metales de transición. Por ejemplo, los enlaces del sulfuro de cromo(II) (CrS) involucran principalmente los electrones 3d, los del sulfuro de hierro(II) (FeS) involucran tanto los electrones 3d como los 4s, pero los del sulfuro de zinc (ZnS) involucran únicamente los electrones 4s, comportándose los electrones 3d como electrones internos.
Puede, pues, hacerse una comparación útil entre las propiedades de los elementos del grupo 12 y las de los dos primeros metales alcalinotérreos, el berilio y el magnesio. Por ejemplo, el zinc y el cadmio se parecen al berilio y al magnesio en sus radios atómicos, radios iónicos, electronegatividades y, también, en la estructura de sus compuestos binarios y su habilidad para formar iones complejos con ligandos nitrogenados y oxigenados, como aminas e hidruros complejos. Sin embargo, el berilio y el magnesio son átomos pequeños, al contrario que los alcalinotérreos más pesados y al igual que los elementos del grupo 12 —que tienen una mayor carga nuclear pero el mismo número de electrones de valencia—, y las tendencias periódicas al descender por el grupo 2 desde el berilio hasta el radio son menos paulatinas al descender desde el berilio hacia el mercurio, debido a las contracciones escándida y lantánida. Son ambas contracciones las que aportan al mercurio muchas de sus propiedades características.
| Nombre                         | Berilio           | Magnesio           | Calcio                | Estroncio            | Bario                | Radio                           |
| ------------------------------ | ----------------- | ------------------ | --------------------- | -------------------- | -------------------- | ------------------------------- |
| Config. electrones de valencia | 2s2               | 3s2                | 4s2                   | 5s2                  | 6s2                  | 7s2                             |
| Config. electrones internos    | [He]              | [Ne]               | [Ar]                  | [Kr]                 | [Xe]                 | [Rn]                            |
| Estados de oxidación           | +2, +1            | +2, +1             | +2, +1                | +2, +1               | +2                   | +2                              |
| Punto de fusión                | 1560 K (1287 °C)  | 923 K (650 °C)     | 1115 K (842 °C)       | 1050 K (777 °C)      | 1000 K (727 °C)      | 973 K (700 °C)                  |
| Punto de ebullición            | 2742 K (2469 °C)  | 1363 K (1090 °C)   | 1757 K (1484 °C)      | 1655 K (1382 °C)     | 2170 K (1897 °C)     | 2010 K (1737 °C)                |
| Apariencia                     | metálico grisáceo | gris metálico      | plateado mate         | blanco plateado      | gris plateado        | blanco plateado                 |
| Densidad                       | 1,85 g cm−3       | 1,738 g cm−3       | 1,55 g cm−3           | 2,64 g cm−3          | 3,51 g cm−3          | 5,5 g cm−3                      |
| Electronegatividad de Pauling  | 1,57              | 1,31               | 1,00                  | 0,95                 | 0,89                 | 0,9                             |
| Radio atómico                  | 105 pm            | 150 pm             | 180 pm                | 200 pm               | 215 pm               | 215 pm                          |
| Radio iónico                   | 59 pm             | 86 pm              | 114 pm                | 132 pm               | 149 pm               | 162 pm                          |
| Color de la llama              | blanca            | blanca brillante   | rojo ladrillo         | carmesí              | verde manzana        | carmesí                         |
| Química organometálica         | amplia            | amplia             | pobre                 | muy pobre            | muy pobre            | extremadamente pobre            |
| Hidróxido                      | anfótero          | básico             | básico                | fuertemente básico   | fuertemente básico   | fuertemente básico              |
| Óxido                          | anfótero          | fuertemente básico | fuertemente básico    | fuertemente básico   | fuertemente básico   | fuertemente básico              |
| Nombre                         | Berilio           | Magnesio           | Zinc                  | Cadmio               | Mercurio             | Copernicio                      |
| Config. electrones de valencia | 2s2               | 3s2                | 4s2                   | 5s2                  | 6s2                  | 7s2 (?)                         |
| Config. electrones internos    | [He]              | [Ne]               | [Ar]3d10              | [Kr]4d10             | [Xe]4f145d10         | [Rn]5f146d10 (?)                |
| Estados de oxidación           | +2, +1            | +2, +1             | +2, +1                | +2, +1               | +4, +2, +1           | +4, +2, +1, 0 (?)               |
| Punto de fusión                | 1560 K (1287 °C)  | 923 K (650 °C)     | 693 K (420 °C)        | 594 K (321 °C)       | 234 K (−39 °C)       | ?                               |
| Punto de ebullición            | 2742 K (2469 °C)  | 1363 K (1090 °C)   | 1180 K (907 °C)       | 1040 K (767 °C)      | 630 K (357 °C)       | 357+112 −108 K (84+112 −108 °C) |
| Apariencia                     | metálico grisáceo | gris metálico      | gris azulado metálico | gris plateado        | plateado             | ?                               |
| Densidad                       | 1,85 g cm−3       | 1,738 g cm−3       | 7,14 g cm−3           | 8,65 g cm−3          | 13,534 g cm−3        | 23,7 g cm−3 (?)                 |
| Electronegatividad de Pauling  | 1,57              | 1,31               | 1,65                  | 1,69                 | 2,00                 | ?                               |
| Radio atómico                  | 105 pm            | 150 pm             | 135 pm                | 155 pm               | 150 pm               | 147 pm (?)                      |
| Radio iónico                   | 59 pm             | 86 pm              | 88 pm                 | 109 pm               | 116 pm               | 75 pm (?)                       |
| Color de la llama              | blanca            | blanca brillante   | verde azulada         | ?                    | ?                    | ?                               |
| Química organometálica         | amplia            | amplia             | amplia                | amplia               | amplia               | ?                               |
| Hidróxido                      | anfótero          | básico             | anfótero              | débilmente básico    | ?                    | ?                               |
| Óxido                          | anfótero          | fuertemente básico | anfótero              | moderadamente básico | moderadamente básico | ?                               |

### Compuestos
Los tres iones metálicos forman numerosas especies tetraédricas, como MCl2−
4. Tanto el cinc como el cadmio pueden formar también complejos octaédricos como los iones acuo [M(H2O)6]2+, presentes en las disoluciones acuosas de sales de estos metales. El carácter covalente se consigue usando los orbitales s y, posiblemente, los p. El mercurio, no obstante, raramente excede un número de coordinación de cuatro. También se conocen números de coordinación de 2, 3, 5, 7 y 8.

## Extensiones
El elemento más pesado conocido del grupo 12 es el copernicio, pero existen teorías acerca de posibles elementos más pesados dentro del grupo. Aunque una simple extrapolación de la estructura de la tabla periódica colocaría debajo del copernicio al elemento 162, el unhexbio (Uhb), los cálculos relativistas de Dirac–Fock predicen que el siguiente elemento del grupo 12 sería en realidad el 164, el unhexcuadio (Uhq), cuya configuración electrónica prevista es [Uuo] 5g18 6f14 7d10 8s2 8p½2. Los orbitales 8s y 8p½ serían, según las predicciones, tan estables debido a efectos relativistas que sus electrones se comportarían como electrones internos y no participarían en las reacciones, al contrario que en los anteriores elementos del grupo 12, donde los electrones s se comportan como electrones de valencia. No obstante, sí se espera que los niveles 9s y 9p½ puedan enlazar e hibridarse, por lo que el unhexcuadio todavía debería comportarse químicamente como un metal de transición normal. Los cálculos predicen que los electrones 7d del unhexcuadio deberían tomar parte con facilidad en las reacciones químicas, así que, además del usual estado de oxidación +2, este elemento debería mostrar estados +4 y +6 en disolución acuosa con ligandos fuertes. El unhexcuadio podría, pues, formar compuestos como el Uhq(CO)4, el Uhq(PF3)4 —ambos tetraédricos— o el Uhq(CN)2−
2 —lineal—, lo que constituye un comportamiento muy distinto al del plomo, del que sería homólogo si no fuese por los efectos relativistas. No obstante, en disolución acuosa prevalecería la especie divalente, y el unhexcuadio(II) debería comportarse de forma más parecida al plomo que el unhexcuadio(IV) o el unhexcuadio(VI).
El unhexcuadio debería ser, como el mercurio, un metal blando. Las predicciones muestran que el unhexcuadio metálico formaría enlaces covalentes metal-metal, por lo que tendría un alto punto de fusión. Además, se espera que sea un ácido de Lewis blando, con un factor de Ahrlands cercano a los 4 eV. El unhexcuadio debería tener propiedades en común con el ununoctio y con los otros elementos del grupo 12 y tendría, como mucho, una reactividad moderada, con un primer potencial de ionización de alrededor de 685 kJ mol−1, del orden del molibdeno. Debido a las contracciones lantánida, actínida y superactínida, el unhexcuadio tendría un radio metálico de tan solo 158 pm, cercano al del magnesio, si bien con una masa atómica unas 19,5 veces mayor, de en torno a 474 Da. Debido a su pequeño tamaño y gran masa, se espera que tenga una altísima densidad de en torno a 46 g cm−3, más que duplicando la del osmio, el elemento más denso conocido, con 22,61 g cm−3. El unhexcuadio sería, pues, el segundo elemento más denso de los nueve primeros períodos de la tabla periódica, tan solo superado por su vecino, el unhextrio (Uht, Z = 163), con 47 g cm−3. El unhexcuadio metálico debería ser relativamente estable, pues los electrones 8s y 8p½ se encuentran en capas muy profundas y solo los electrones 7d pueden enlazar; además, la energía de cohesión debería ser alta gracias a los enlaces covalentes, lo que muy probablemente resultaría en un alto punto de fusión.
El interés teórico en la química del unhexcuadio está motivado, principalmente, por las predicciones que indican que su isótopo 482Uhq —con 164 protones y 318 neutrones— estaría en el centro de una hipotética segunda isla de estabilidad. La primera estaría centrada en el 306Ubb, con 122 protones y 184 neutrones.

## Historia
Los elementos del grupo 12 han ido siendo descubiertos a lo largo de toda la Historia, bien utilizados desde tiempos antiguos, bien descubiertos en laboratorios. El grupo en sí no posee un nombre trivial, pero en el pasado se lo denominaba grupo IIB.

### Zinc
Se han detectado usos del zinc en formas impuras desde la Antigüedad, así como en aleaciones —como el latón— de más de dos mil años de edad. El cinc ya se conocía como metal, bajo el nombre jasada (जसद), en el manual médico atribuido al rey hindú Madanapāla y escrito en torno a 1374. También era empleado por los alquimistas. El nombre del metal se documenta por primera vez en el siglo xvi, y deriva probablemente de la palabra alemana Zinke, «púa», debido a la forma de aguja de los cristales metálicos.

Símbolo alquímico asignado al zinc.

El aislamiento del zinc metálico en el mundo occidental puede ser adjudicado, de modo independiente, a varias personas durante el siglo xvii. Normalmente se reconoce al químico alemán Andreas Marggraf el mérito de descubrir el zinc metálico, en un experimento de 1746 en el que calentaba una mezcla de calamina y carbón en un recipiente cerrado sin cobre, obteniéndose un metal. El italiano Luigi Galvani abrió un camino, gracias a sus experimentos con latón en ranas en 1780, para el descubrimiento de la pila eléctrica, la galvanización y la protección catódica. En el mismo año un amigo de Galvani, Alessandro Volta, inventó la pila voltaica. Sin embargo, la importancia del zinc en el ámbito biológico no se descubrió hasta 1940, cuando se demostró que la anhidrasa carbónica, una enzima que elimina el dióxido de carbono de la sangre, poseía un átomo de zinc en su sitio activo.

### Cadmio

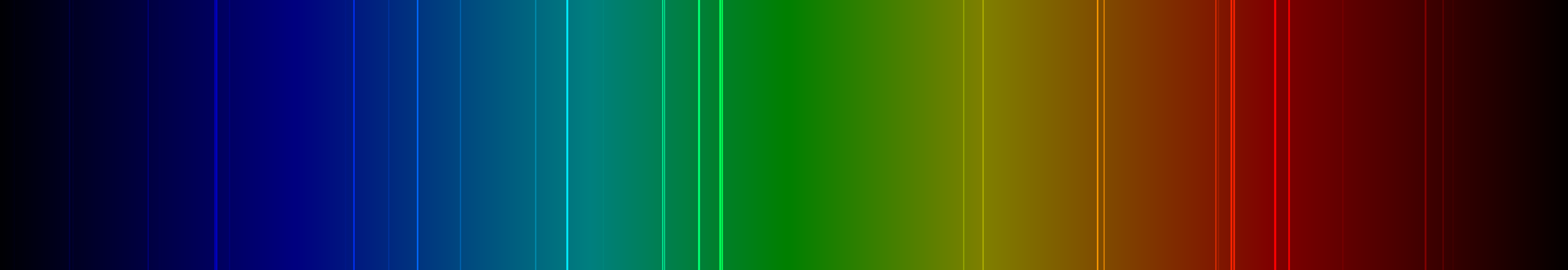
Espectro de emisión del cadmio, en el rango visible.

El cadmio fue descubierto en Alemania en 1817 por Friedrich Stromeyer y Karl Samuel Leberecht Hermann, como impureza en minerales de carbonato de cinc —calamina—. Su nombre viene, precisamente, de la palabra latina para designar la calamina, cadmia, procedente a su vez del nombre en griego de Cadmo, «Κάδμος», fundador de Tebas e introductor en Grecia de la tecnología de la fundición, según la mitología.
En el año 1927, la Oficina Internacional de Pesas y Medidas redefinió el metro en función de la línea espectral roja del cadmio, asignándolo a 1 553 164,13 longitudes de onda. Esta definición ha cambiado con el tiempo; la actual hace referencia a la velocidad de la luz en el vacío.

### Mercurio
El mercurio ya se empleaba en la cosmética egipcia, tal y como atestiguan los restos encontrados en tumbas egipcias del año 1500 a. C., así como en la antigua China, en la creencia de que el mercurio mejoraba la salud y alargaba la vida. En torno a 500 a. C. ya se empleaba para fabricar amalgamas. En la época de la alquimia el mercurio era considerado la prima materia, el material de partida de los procesos alquímicos, a partir de la cual derivaban todos los metales. Se creía que los diferentes metales podían obtenerse sencillamente variando la cantidad y calidad de azufre contenido en el mercurio. El más puro de todos ellos era el oro, y se consideraba que el mercurio jugaba un papel primordial en la transmutación de metales base —metales «impuros»— en oro, lo que constituía el objetivo final de la alquimia.
El símbolo químico moderno del mercurio es Hg. Este símbolo procede del nombre latino del metal, hydrargyrus, que es a su vez una versión latinizada del nombre griego ὑδράργυρος, «hydrárgyros». Su significado era «agua de plata», debido a su apariencia, y de esta palabra procede el otro nombre español del metal, hidrargiro o hidrargirio. El nombre «mercurio» se tomó del dios romano Mercurio, con quien se asociaban las virtudes de la velocidad y la movilidad. Se lo relaciona también con el planeta Mercurio; de hecho, el símbolo astrológico de Mercurio, «☿», es también el símbolo alquímico tradicional del metal. Además, el mercurio es el único metal cuyo nombre alquímico planetario ha acabado por convertirse en el nombre común del elemento.

### Copernicio
El elemento más pesado conocido del grupo 12, el copernicio, fue creado por primera vez el 9 de febrero de 1996 en la Gesellschaft für Schwerionenforschung (GSI) de Darmstadt (Alemania) por Sigurd Hofmann, Victor Ninov et al. El 19 de febrero de 2010, aniversario del nacimiento de Nicolás Copérnico, la IUPAC le otorgó el nombre oficial «copernicio», sustituyendo al nombre provisional «unumbio».

## Abundancia

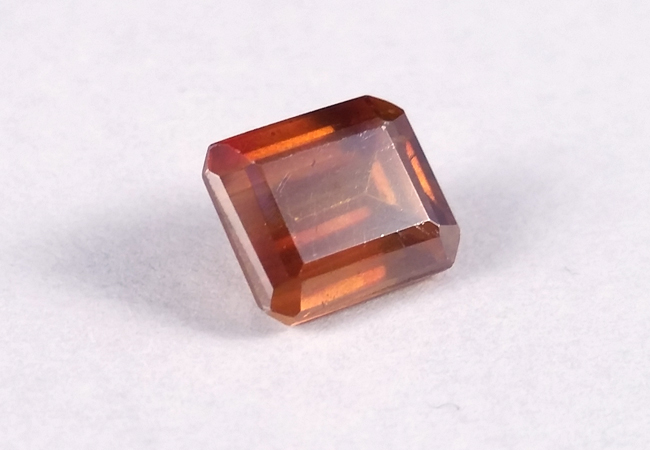
Blenda tallada con corte esmeralda

Como sucede en la mayor parte de los grupos del bloque d, la abundancia de los elementos del grupo 12 en la corteza terrestre disminuye al aumentar el número atómico. El cinc es, con 65 ppm, el elemento más abundante del grupo, mientras que el cadmio, con 0,1 ppm, y el mercurio, con 0,04 ppm, son varios órdenes de magnitud menos abundantes. En cuanto al copernicio, al tratarse de un elemento sintético con una semivida de pocos minutos, solo se encuentra en los laboratorios donde se produce.
Los metales del grupo 12 son calcófilos: tienen una baja afinidad por el oxígeno, prefiriendo formar sulfuros. Las menas de estos metales se formaron durante la solidificación de la corteza de la Tierra primigenia, bajo las condiciones reductoras de la atmósfera entonces existente. Dichas menas son, pues, eminentemente sulfuros. La mena de cinc más aprovechada comercialmente es la blenda, una forma de sulfuro de cinc (ZnS) cuyo contenido en este metal oscila entre el 60 % y el 62 %. En cambio, no se conocen depósitos significativos de minerales de cadmio. El único que reviste cierta importancia es la greenockita (CdS), pero esta se encuentra asociada casi siempre a la blenda debido a la similitud química entre el cinc y el cadmio, similitud que hace, además, difícil su separación geológica. Consecuentemente, el cadmio suele obtenerse como producto secundario del tratamiento de menas de cinc y, en menor medida, plomo y cobre. El mercurio, por su parte, es un elemento especialmente raro en la corteza terrestre, pues no se combina geoquímicamente con los elementos más comunes. Aunque puede encontrarse nativo, suele aparecer en minerales como el cinabrio, la corderoíta o la livingstonita.
Las reservas mundiales de cinc se han estimado en 1900 millones de toneladas, localizándose los depósitos principales en Australia, Canadá y los Estados Unidos. Hasta 2002, se habían extraído alrededor de 346 millones de toneladas de cinc a lo largo de la historia, y se estima que siguen actualmente en uso más de 100 millones de toneladas de ese material. Diversos estudios sugieren que, al ritmo actual de consumo, el agotamiento de las reservas se produciría entre los años 2027 y 2055. En cuanto al mercurio, su primera productora mundial es China, que controla casi dos terceras partes del comercio mundial, seguida por México.

## Producción
El cinc, con una producción anual de alrededor de 13 millones de toneladas, es el cuarto metal más usado, únicamente por detrás del hierro, el aluminio y el cobre. El 95 % de este metal se extrae de depósitos de sulfuros, donde la blenda está casi siempre mezclada con sulfuros de cobre, plomo y hierro. El cinc metálico se produce mediante técnicas de metalurgia extractiva. Un proceso de tostado convierte el sulfuro de cinc concentrado en óxido de cinc, a partir del cual puede obtenerse el metal mediante procesos pirometalúrgicos, o bien mediante extracción electrolítica. El procesado pirometalúrgico opera reduciendo el óxido de cinc con monóxido de carbono a 950 °C, obteniéndose el metal como vapor y condensándose este. Con el método electrolítico se lixivia la mena con ácido sulfúrico para, a continuación, obtener el metal mediante electrólisis.
El cadmio es una impureza común en las menas de cinc, y normalmente se obtiene durante el procesado de este metal. Algunos concentrados de menas sulfúricas de cinc contienen hasta un 1,4 % de cadmio. El metal puede aislarse de los humos de proceso mediante destilación al vacío, o bien precipitando el sulfato de la disolución electrolítica.
Las menas más ricas en mercurio pueden contener hasta un 2,5 % en masa de este metal, aunque incluso los depósitos menos concentrados contienen, como mínimo, un 0,1 %, siendo el cinabrio —sulfuro de mercurio, HgS— la mena más común. El mercurio se extrae de él calentando el mineral en una corriente de aire para, a continuación, condensar el vapor y recoger el metal.
Por último, los elementos superpesados como el copernicio se producen bombardeando átomos de elementos más ligeros en aceleradores de partículas, dando como resultado reacciones de fusión nuclear. No obstante, aunque la mayoría de isótopos del copernicio pueden obtenerse directamente de este modo, los más pesados solo se han observado como productos del decaimiento radiactivo de otros elementos de mayor número atómico. La primera reacción de fusión que produjo copernicio se llevó a cabo en la GSI en el año 1996, según el siguiente esquema:
208
82Pb + 70
30Zn → 277
112Cn + n
En total, se han producido unos 75 átomos de copernicio a través de diversas reacciones nucleares.

## Aplicaciones
Debido a sus similitudes físicas, los elementos del grupo 12 se encuentran en multitud de situaciones comunes. El cinc y el cadmio se utilizan habitualmente como agentes de galvanización contra la corrosión, pues tienden a atraer toda la oxidación de su medio hasta haberse corroído por completo. Esta cobertura protectora puede aplicarse sobre otros metales mediante galvanización térmica, sumergiendo el objeto en el metal fundido, o bien mediante galvanoplastia por medios electrolíticos, pudiendo añadírsele una pasivación con cromatos. Los elementos de este grupo también se usan en electroquímica como alternativa al electrodo estándar de hidrógeno, además de servir de electrodo de referencia secundario.
En Estados Unidos, el zinc es usado predominantemente para el cincado (55%) y para latón, bronce y otras aleaciones (37%). La reactividad relativa del zinc y su habilidad para oxidarse lo convierte en un eficiente ánodo de sacrificio en la protección catódica (CP). Por ejemplo, la protección catódica de una tubería enterrada se puede lograr conectando ánodos de zinc a la tubería. El zinc actúa como el ánodo (electrodo negativo) mientras se corroe lentamente al pasar la corriente eléctrica del zinc a la tubería. El zinc también se usa en la protección catódica de metales que están expuestos al agua marina para protegerlos de la corrosión. El zinc también se usa como material en pilas, como en una pila de zinc-carbono o en una pila de combustible/batería de cinc-aire. Una aleación muy usada que contiene zinc es el latón. El latón tiene generalmente mayor ductilidad y dureza que el cobre y presenta mayor resistencia contra la corrosión. Estas propiedades lo hacen útil en equipamiento de comunicaciones, hardware, instrumentos musicales y válvulas de agua. Otras aleaciones de zinc usadas frecuentemente son la alpaca o el bronce comercial. Aleaciones formadas principalmente por zinc y pequeñas cantidades de cobre, aluminio y magnesio son útiles en fundición prensada y fundición centrifugada, especialmente en la industria automovilística, eléctrica y de hardware. Estas aleaciones se comercializan bajo el nombre de Zamak. Aproximadamente un cuarto de toda la producción de zinc, en los Estados Unidos (2009), se consume en forma de compuestos de zinc, de los cuales una parte es consumida industrialmente.
Cadmium has many common industrial uses as it is a key component in battery production, is present in cadmium pigments, coatings, and is commonly used in electroplating. In 2009, 86% of cadmium was used in batteries, predominantly in rechargeable nickel-cadmium batteries. The European Union banned the use of cadmium in electronics in 2004 with several exceptions but reduced the allowed content of cadmium in electronics to 0.002%. Cadmium electroplating, consuming 6% of the global production, can be found in the aircraft industry due to the ability to resist corrosion when applied to steel components.
Mercury is used primarily for the manufacture of industrial chemicals or for electrical and electronic applications. It is used in some thermometers, especially ones which are used to measure high temperatures. A still increasing amount is used as gaseous mercury in fluorescent lamps, while most of the other applications are slowly phased out due to health and safety regulations, and is in some applications replaced with less toxic but considerably more expensive Galinstan alloy. Mercury and its compounds have been used in medicine, although they are much less common today than they once were, now that the toxic effects of mercury and its compounds are more widely understood. It is still used as an ingredient in dental amalgams. In the late 20th century the largest use of mercury was in the mercury cell process (also called the Castner-Kellner process) in the production of chlorine and caustic soda.